# Penthetria yunnanica
Penthetria yunnanica är en tvåvingeart som beskrevs av Guang Yu Luo och Yang 1988. Penthetria yunnanica ingår i släktet Penthetria och familjen hårmyggor.
Artens utbredningsområde är Kina. Inga underarter finns listade i Catalogue of Life.